# Griffith-Observatorium

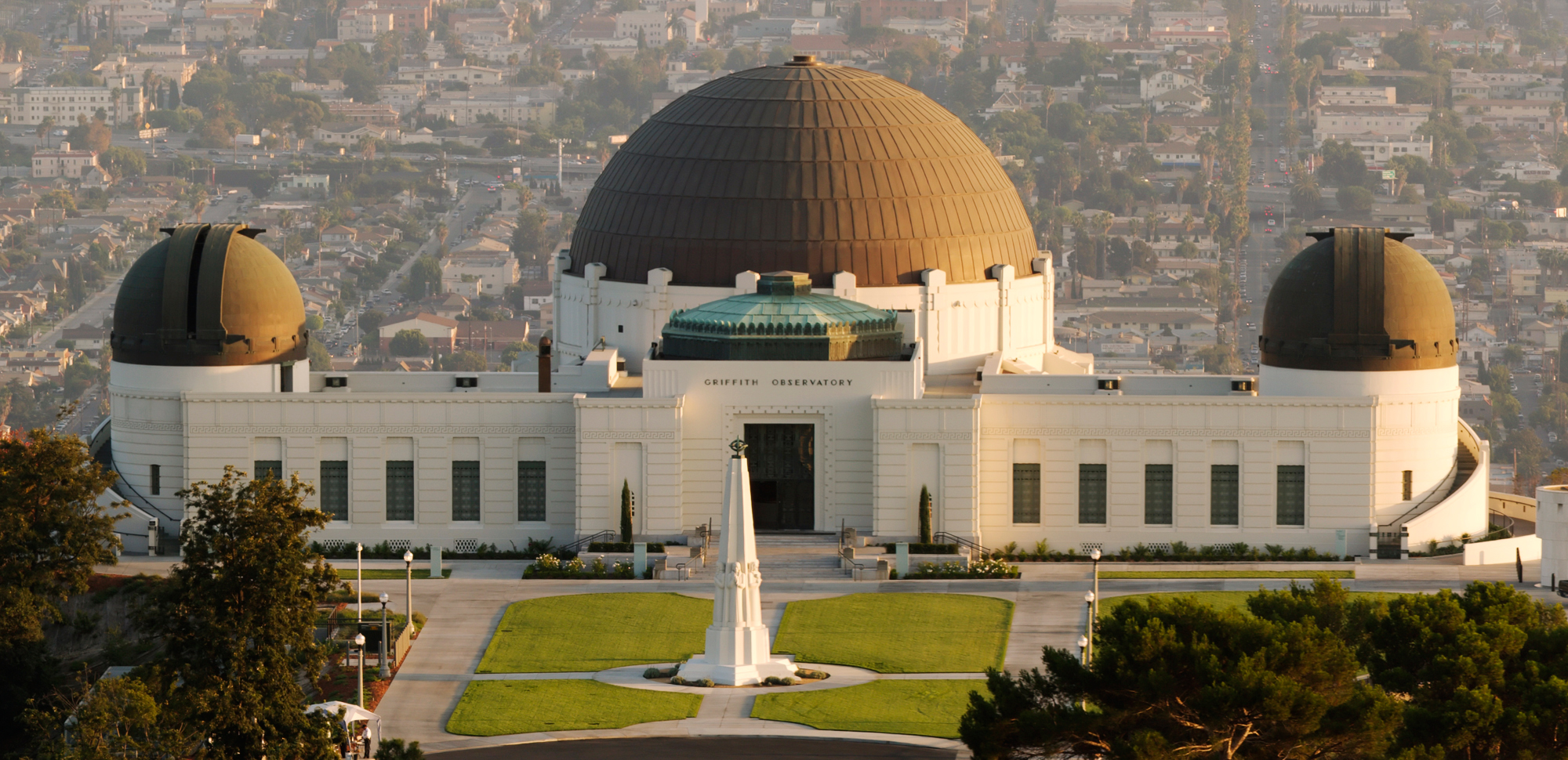
Griffith Observatory, September 2006

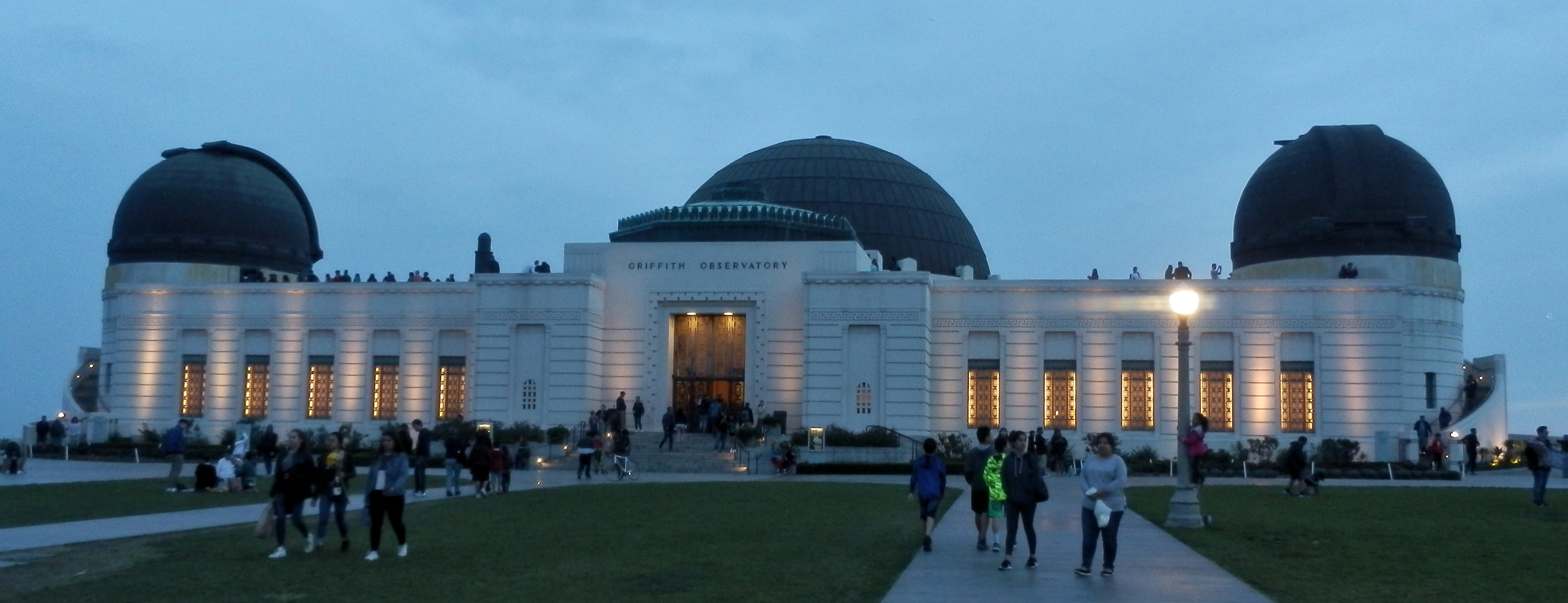
Griffith Observatory in der Dämmerung

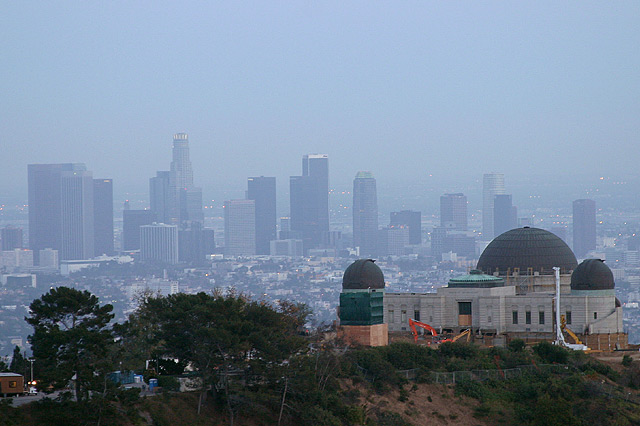
Das Observatorium, im Hintergrund Downtown Los Angeles

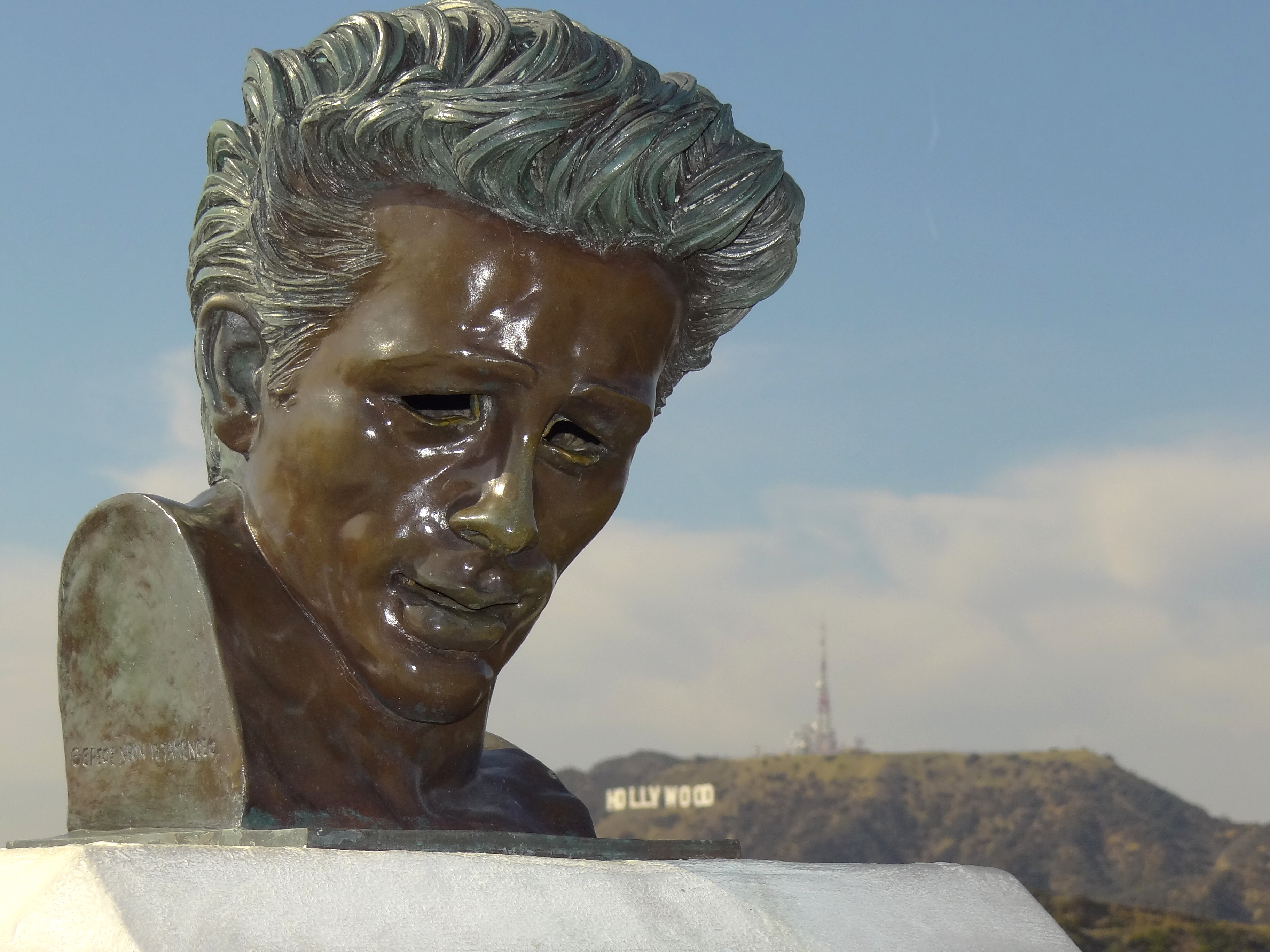
Büste von James Dean am Griffith-Observatorium

Das Griffith-Observatorium (englisch Griffith Observatory) ist eine US-amerikanische Sternwarte in Los Angeles, Kalifornien.

## Lage
Sie befindet sich in 300 Metern Höhe auf der Südseite des Mount Hollywood im Griffith Park. Das  Observatorium ist für seine wissenschaftlichen Ausstellungen und das Planetarium bekannt und kann besichtigt werden. Das Panorama bietet einen Blick auf die gesamte Region zwischen dem Zentrum von Los Angeles bis zur Bucht von Santa Monica und dem Pazifischen Ozean.

## Baugeschichte
Der weiße Kuppelbau wurde am 14. Mai 1935 nach Plänen von John C. Austin und Russell W. Porter in einer Mischung aus Art déco und ägyptischem Stil fertiggestellt. Nach vierjähriger Renovierung erfolgte am 2. November 2006 seine Wiedereröffnung. 70 Millionen Personen besuchten das Observatorium seit seiner Eröffnung.
Neben dem Observatorium beherbergt das Gebäude ein Planetarium sowie diverse Ausstellungsräume. Zu sehen sind unter anderem Gesteinsbrocken vom Mars, vom Mond und von Meteoriten, ein Modell des Hubble-Weltraumteleskops, ein Seismograph und ein 100 Kilogramm schweres Foucaultsches Pendel.

## Multimedia und Veranstaltungen
Das Gebäude war für mehrere Filme Drehort, darunter … denn sie wissen nicht, was sie tun (1955), Terminator (1984), Rocketeer (1991), Am Ende der Gewalt (1997), Bowfingers große Nummer (1999), Königin der Verdammten (2001), 3 Engel für Charlie – Volle Power (2003), Transformers (2007), Der Ja-Sager (2008) und La La Land (2017). Außerdem taucht es in diversen Videospielen auf, unter anderem in GTA San Andreas, Mafia II und GTA 5.
Weiterhin diente das Gebäude auch in Serien als Drehort, z. B. Flash Gordon (1936), Trio mit vier Fäusten (Strapazierte Gastfreundschaft, 1984), MacGyver (Pilot, 1985), Wunderbare Jahre (Die Macht der Finsternis, 1993), Star Trek: Raumschiff Voyager (Vor dem Ende der Zukunft, 1996) und Fallout ("Der Anfang", 2024).
2021 war das Gebäude Ort eines Konzertes von Adele, dessen Mitschnitt auch im deutschen Fernsehen ausgestrahlt wurde.